# منطقه سیراف
منطقه سیراف مربوط به دوره ساسانیان - دوران‌های تاریخی پس از اسلام است و در بندر سیراف (طاهری) واقع شده و این اثر در تاریخ ۲ اسفند ۱۳۵۵ با شمارهٔ ثبت ۱۳۴۸ به‌عنوان یکی از آثار ملی ایران به ثبت رسیده است.